# Konrad Agahd

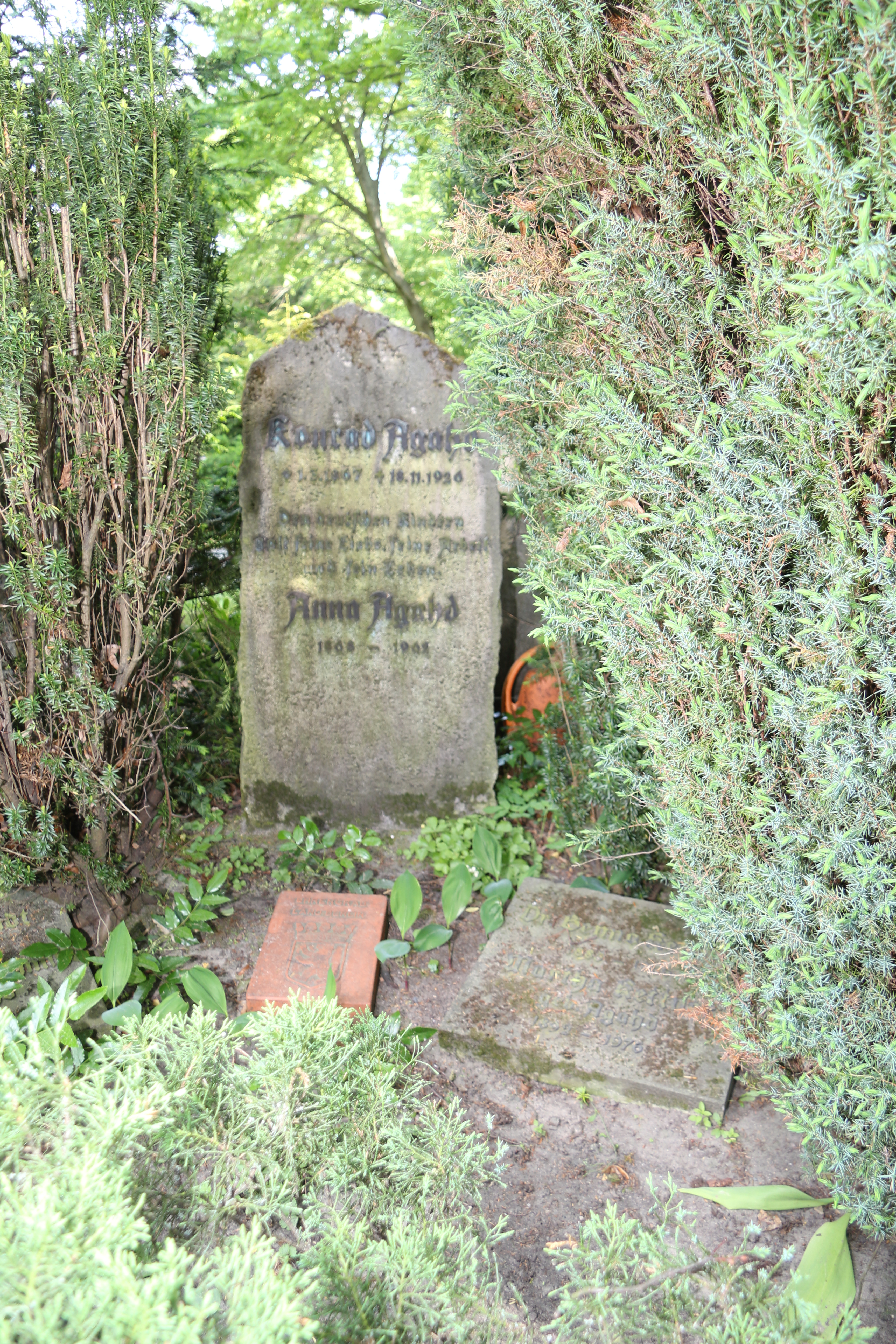
Konrad Agahd sírja Berlinben

Konrad Agahd (Stare Czarnowo, 1867. március 1. – Berlin-Neukölln, 1926. november 18.) német író, újságíró, tanár.

## Élete
Apja Hermann Agahd tanár (született: 1828), anyja Christine Agahd (született: 1826, Christine Stänicke néven) volt.
Nyolcan voltak testvérek, Konrad volt a család legidősebb gyermeke. 1891-ben feleségül vette Anna Meyert.
Tevékenysége elsősorban a korában elterjedt gyermekmunka felszámolására irányult. Első fontos tanulmánya 3287 rixdorfi gyermekmunkásról szólt, e műve 1894-ben jelent meg. Ebben az időben (1890 és 1913 közt) Rixdorban (ma Berlin-Neukölln) volt tanár. Németországon kívül Svédországban, Norvégiában, Észak-Olaszországban és Ausztriában is tanulmányozta a gyermekmunkát. Kutatásainak eredményeit számos cikkben, brosúrában, szakkönyvben és jogi kommentárban publikálta, később kongresszusokon és számtalan hírlapi cikkben ismertette. 1902-ben az 1898-ban már meghozott gyermekvédelmi intézkedések mellé egyebek mellett követelte a vasárnapi munka megszüntetését, az egészségre veszélyes szakmákban való foglalkoztatás tilalmát, a gyermekvédelem kiterjesztését a kiskereskedelmi munkában foglalkoztatott kiskorúakra, valamint a tanárok részvételének engedélyezését a rendeletek végrehajtásában és ellenőrzésében.
Az 1903-as gyermekvédelmi törvény már meghatározta a kereskedelemben dolgozó gyermekek minimális életkorát, illetve a maximális munkaidőt, azonban a kelet-elbai földtulajdonosok makacs ellenállása miatt a törvény nem vonatkozott a házimunkára, pásztorkodásra, a betakarításra illetve a kisegítő munkára. Nem terjedt ki a szabályozás a részmunkaidős munkát végző gyermekekre sem. 
Agahd a német tanári testületben a gyermekmunka egyik legharcosabb ellenzője volt (a hamburgi Johannes Halben mellett). Tevékenysége heves reakciókat váltott ki. Tagja volt a Német Tanárok Szövetségének és a Társadalomreform Társaságnak. Fülbetegsége miatt 46 éves korában vissza kellett vonulnia társadalmi tevékenységeitől, ettől kezdve csak íróként tevékenykedett, főleg gyermek- és ifjúsági magazinokban (Hänsel und Gretel; Jung-Siegfried; Treuhilde). 1918-ban belépett az árvák ifjúsági német oktatási tanácsadó testületébe, amelynek főtitkára lett.
Berlinben temették el, sírfelirata: "A német gyermekek voltak a munkája, az élete, a szeretete". Halála után mint a "gyermekvédelem atyját" és a "kizsákmányolt gyermekek atyját" említik.

## Munkái
- Kinderarbeit und Gesetz gegen die Ausnutzung kindlicher Arbeitskraft in Deutschland. Gustav Fischer Verlag, Jena, 1902
- Lehrerschaft und Jugendfürsorge in Stadt und Land. Gerdes & Hödel, Berlin, 1909

## Külső hivatkozások
- Konrad Agahd néhány cikke a Deutsche Digitale Bibliothek oldalán
- Konrad Agahd által írott, illetve róla szóló munkák a Deutsche Nationalbibliothek oldalán

## Fordítás
- Ez a szócikk részben vagy egészben  a   Konrad Agahd című német Wikipédia-szócikk ezen változatának fordításán alapul.  Az eredeti cikk szerkesztőit annak laptörténete sorolja fel. Ez a jelzés csupán a megfogalmazás eredetét és a szerzői jogokat jelzi, nem szolgál a cikkben szereplő információk forrásmegjelöléseként.